# Mecz hokeja na lodzie Polska – ZSRR (MŚ 1976)

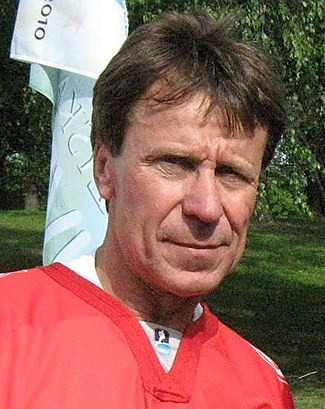
Wiesław Jobczyk – zdobywca trzech bramek w meczu

Mecz hokejowy rozegrany 8 kwietnia 1976 roku w katowickim Spodku podczas 43. Mistrzostw Świata w Hokeju na Lodzie.

## Tło
Zarówno reprezentacja Polski jak i drużyna Związku Radzieckiego przystępowały do turnieju mistrzowskiego po udziale w zawodach olimpijskich w Innsbrucku. Dla Polaków igrzyska zakończyły się niepowodzeniem. Drużyna przegrała wszystkie pięć spotkań (w tym 8 lutego aż 1-16 z ZSRR), a Rosjanie zdobyli wówczas tytuł mistrzowski.
Dotychczasowe statystyki rozegranych spotkań pomiędzy Polską i ZSRR były niezwykle korzystne dla drużyny radzieckiej. Z rozegranych dwudziestu pięciu oficjalnych meczów drużyna polska nie wygrała żadnego. Bilans bramkowy wynosił wówczas 31:255 na korzyść ZSRR.
We wcześniej rozegranych meczach Republika Federalna Niemiec przegrała ze Szwecją 1–4; Czechosłowacja rozgromiła Niemiecką Republikę Demokratyczną 10–0, a Stany Zjednoczone zremisowały z Finlandią 3–3.

## Mecz

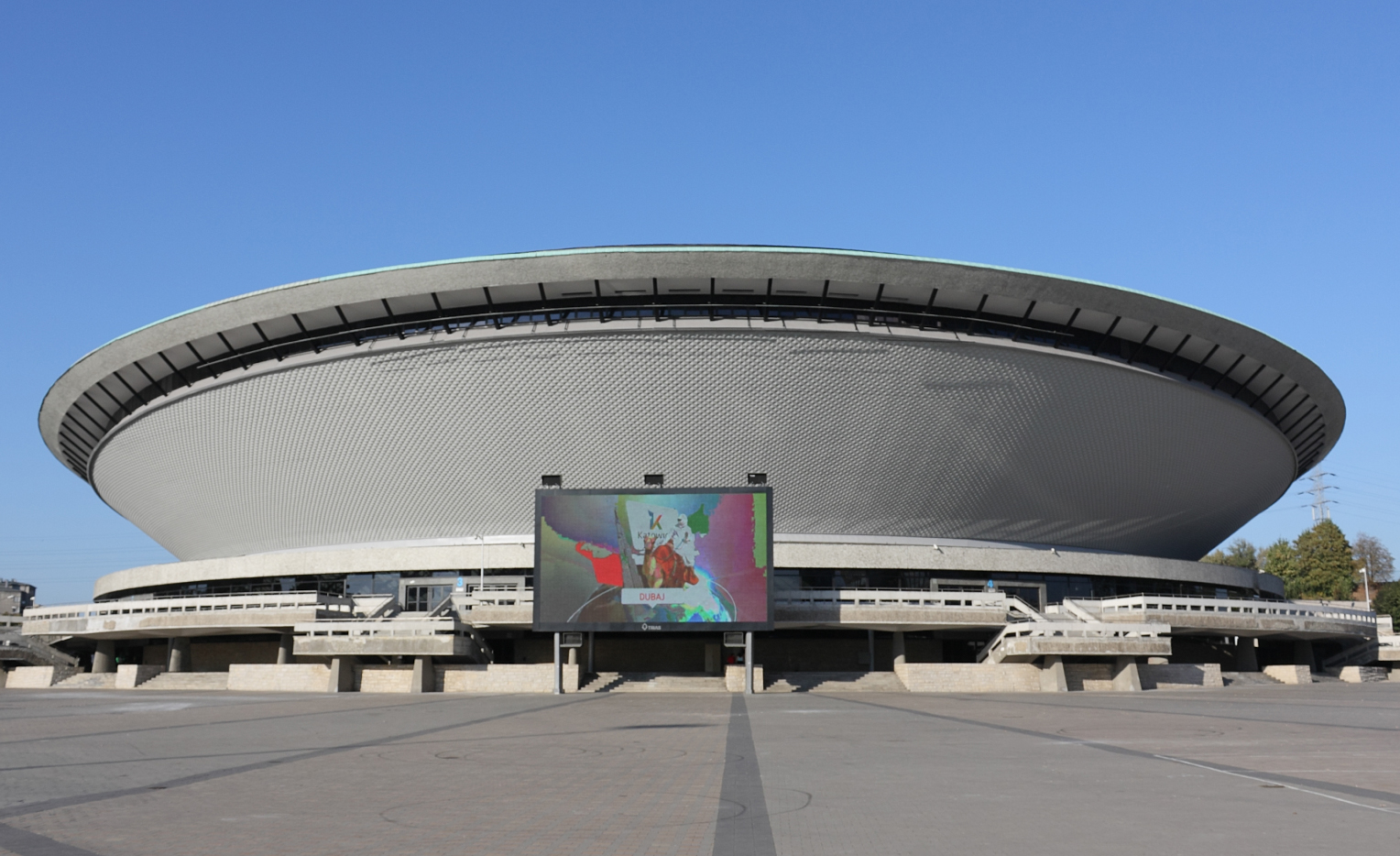
Spodek – widok współczesny

Spotkanie Polski i ZSRR było ostatnim zaplanowanym na pierwszy dzień turnieju. Sędziami byli Amerykanin Dan Guynn oraz Kanadyjczyk Andre Lagasse. Drużyny rozpoczęły grę się o godz. 20:30, a zmagania obserwowało 10 000 kibiców.

### Składy
Polska: Tkacz (rez. Wojtynek) - Góralczyk, Szczepaniec, Ziętara, Jaskierski, Chowaniec - Szewczyk - Potz, Włodarczyk, Stefaniak, Nowiński - Jajszczok, Marcińczak, Jobczyk, Kokoszka, Zabawa - Pytel, Żurek (rez. Gruth).
Główny trener: Józef Kurek, asystent: Emil Nikodemowicz.
 ZSRR: Sidielnikow (od 24 min. Trietjak) - Lutczenko, Wasiljew, Charłamow, Malcew, Michajłow - Korotkow, Lapkin, Szalimow, Szadrin, Jakuszew - A. Golikow, W. Golikow, Babinow, Kapustin, Cygankow - Balderis, Żłuktow (rez. Filipow).
Główny trener: Boris Kulagin, asystenci: Konstantin Łoktiew, Władimir Jurzinow.

### Przebieg
Pierwsza tercja potoczyła się pomyślnie dla gospodarzy. Po golach Mieczysława Jaskierskiego w 10:27 oraz Ryszarda Nowińskiego w 14:33 Polska prowadziła 2–0. W drugiej tercji przeciwnicy nawiązali kontakt po bramce Borisa Michajłowa w 20:39, ale Polacy odpowiedzieli golami Wiesława Jobczyka w 22:45 i drugim Jaskierskiego w 23:06. Przed drugą przerwą obydwie ekipy strzeliły jeszcze po jednej bramce. Najpierw dla ZSRR w 25:16 trafił Aleksandr Jakuszew, a półtorej minuty później odpowiedział Jobczyk (26:48). Przed decydującą tercją Polska prowadziła nieoczekiwanie 5:2. W trzeciej tercji, bramki padały dopiero w ostatnich dziesięciu minutach gry. Dla ZSRR trafiali Walerij Charłamow (53:50) i ponownie Michajłow (59:09), a w międzyczasie szóstą bramkę dla Polski (a swoją trzecią tego dnia) zdobył Jobczyk (58:57). Ostatecznie mecz zakończył się wynikiem 6–4 dla Polski. Było to pierwsze i dotychczas jedyne w historii zwycięstwo nad drużyną ZSRR (oraz Rosji, która jest kontynuatorką tradycji drużyny narodowej Związku Radzieckiego).

## Skutki
Zwycięstwo nad ZSRR było całkowicie niespodziewane i przeszło do historii jako jeden z największych sukcesów polskiego hokeja na lodzie. Jednak ze względu na ówczesną sytuację międzynarodową (zimna wojna) oraz fakt pozostawania obydwu państw w tzw. bloku wschodnim, media w PRL o sukcesie reprezentacji informowały niezwykle lakonicznie, podając jedynie rezultat spotkania.
Zawodnicy na MŚ nie powtórzyli już tego sukcesu. Polska zwyciężyła tylko z NRD (6–4) i zremisowała z Finlandią (3–3). Natomiast przegrała z: Czechosłowacją (0–12), RFN (3–5) i USA (2–4). Ostatecznie Polska zajęła 5. lokatę w grupie i musiała walczyć o utrzymanie wśród najlepszych. W tej rundzie reprezentacji udało się ponownie pokonać NRD (5–4) i ponownie zremisować z Finlandią (5–5). Decydująca okazała się porażka w ostatnim meczu z RFN (1-2). Spowodowała ona, iż Polska spadła na niższy poziom rozgrywek wraz z NRD. Mistrzem świata zostali zawodnicy Czechosłowacji, srebro przypadło ZSRR, a brązowy medal Szwecji.